# Huy chương vàng của Hội Thiên văn Hoàng gia
Huy chương vàng của Hội Thiên văn học Hoàng gia là phần thưởng cao nhất của Hội Thiên văn Hoàng gia.

## Lịch sử
Huy chương này được lập ra từ năm 1824. Trong các năm đầu, mỗi năm thường trao từ 2 huy chương trở lên, nhưng từ năm 1833 mỗi năm chỉ trao 1 huy chương.  Sở dĩ vậy, là do vấn đề khó khăn khi Sao Hải Vương được phát hiện năm 1846, vì nhiều người nghĩ rằng một phần thưởng phải được trao chung cho John Couch Adams và Urbain Le Verrier.  Việc tranh cãi xảy ra và năm 1947 không trao phần thưởng nào.
Năm 1848, vụ việc được giải quyết bằng cách trao 12 giải tỏ lòng quý trọng (testimonial awards) cho nhiều người, trong đó có cả John Couch Adams và Le Verrier. Năm 1849 các phần thưởng được hạn chế lại là một huy chương mỗi năm. Adams và Le Verrier mãi tới năm 1866 và 1868 mới nhận được huy chương của riêng mình. Năm 1868, Adams làm chủ tịch Hội, đã trao huy chương cho Le Verrier.
Thể lệ trao một huy chương mỗi năm, tiếp tục tới năm 1963 - ngoại trừ 2 năm 1867 và  1886 có trao 2 huy chương mỗi năm. Từ năm 1964 phần lớn đều trao 2 huy chương mỗi năm: một cho Thiên văn học và một cho Địa vật lý.

## Các người đoạt Huy chương vàng
Thể loại:Recipients of the Gold Medal of the Royal Astronomical Society
- 1824 Charles Babbage, Johann Franz Encke
- 1826 John Herschel, James South, Wilhelm Struve
- 1827 Francis Baily
- 1828 Thomas Makdougall Brisbane, James Dunlop, Caroline Herschel
- 1829 William Pearson, Friedrich Wilhelm Bessel, Heinrich Christian Schumacher
- 1830 William Richardson, Johann Franz Encke
- 1831 Henry Kater, Marie-Charles Damoiseau
- 1833 George Biddell Airy
- 1835 Manuel J. Johnson
- 1836 John Herschel
- 1837 Otto A. Rosenberger
- 1839 John Wrottesley
- 1840 Giovanni Plana
- 1841 Friedrich Wilhelm Bessel
- 1842 Peter Andreas Hansen
- 1843 Francis Baily
- 1845 William Henry Smyth
- 1846 George Biddell Airy
- 1849 William Lassell
- 1850 Otto Wilhelm Struve
- 1851 Annibale de Gasparis
- 1852 Christian August Friedrich Peters
- 1853 John Russell Hind
- 1854 Charles Rümker
- 1855 William Rutter Dawes
- 1856 Robert Grant
- 1857 Heinrich Schwabe
- 1858 Robert Main
- 1859 Richard Christopher Carrington
- 1860 Peter Andreas Hansen
- 1861 Hermann Goldschmidt
- 1862 Warren de la Rue
- 1863 Friedrich Wilhelm Argelander
- 1865 George Phillips Bond
- 1866 John Couch Adams
- 1867 William Huggins, William Allen Miller
- 1868 Urbain Le Verrier
- 1869 Edward James Stone
- 1870 Charles-Eugène Delaunay
- 1872 Giovanni Schiaparelli
- 1874 Simon Newcomb
- 1875 Heinrich d'Arrest
- 1876 Urbain Le Verrier
- 1878 Ercole Dembowski
- 1879 Asaph Hall
- 1881 Axel Möller
- 1882 David Gill
- 1883 Benjamin A. Gould
- 1884 Andrew Ainslie Common
- 1885 William Huggins
- 1886 Edward Charles Pickering, Charles Pritchard
- 1887 George William Hill
- 1888 Arthur Auwers
- 1889 Maurice Loewy
- 1892 George Howard Darwin
- 1893 Hermann Carl Vogel
- 1894 S. W. Burnham
- 1895 Isaac Roberts
- 1896 Seth Carlo Chandler
- 1897 Edward Emerson Barnard
- 1898 William Frederick Denning
- 1899 Frank McClean
- 1900 Henri Poincaré
- 1901 Edward Charles Pickering
- 1902 Jacobus Kapteyn
- 1903 Hermann Struve
- 1904 George Ellery Hale
- 1905 Lewis Boss
- 1906 William Wallace Campbell
- 1907 Ernest William Brown
- 1908 David Gill
- 1909 Oskar Backlund
- 1910 Friedrich Küstner
- 1911 Philip Herbert Cowell
- 1912 Arthur Robert Hinks
- 1913 Henri-Alexandre Deslandres
- 1914 Max Wolf
- 1915 Alfred Fowler
- 1916 John L. E. Dreyer
- 1917 Walter Sydney Adams
- 1918 John Evershed
- 1919 Guillaume Bigourdan
- 1921 Henry Norris Russell
- 1922 James Hopwood Jeans
- 1923 Albert A. Michelson
- 1924 Arthur Eddington
- 1925 Frank Watson Dyson
- 1926 Albert Einstein
- 1927 Frank Schlesinger
- 1928 Ralph Allen Sampson
- 1929 Ejnar Hertzsprung
- 1930 John Stanley Plaskett
- 1931 Willem de Sitter
- 1932 Robert Grant Aitken
- 1933 Vesto Slipher
- 1934 Harlow Shapley
- 1935 E. Arthur Milne
- 1936 Hisashi Kimura
- 1937 Harold Jeffreys
- 1938 William Hammond Wright
- 1939 Bernard Lyot
- 1940 Edwin Hubble
- 1943 Harold Spencer Jones
- 1944 Otto Struve
- 1945 Bengt Edlén
- 1946 Jan Oort
- 1947 Marcel Minnaert
- 1948 Bertil Lindblad
- 1949 Sydney Chapman
- 1950 Joel Stebbins
- 1951 Anton Pannekoek
- 1952 John Jackson
- 1953 Subrahmanyan Chandrasekhar
- 1954 Walter Baade
- 1955 Dirk Brouwer
- 1956 Thomas George Cowling
- 1957 Albrecht Unsöld
- 1958 André Danjon
- 1959 Raymond Arthur Lyttleton
- 1960 Viktor Ambartsumian
- 1961 Herman Zanstra
- 1962 Bengt Strömgren
- 1963 H. H. Plaskett
- 1964 Martin Ryle, Maurice Ewing
- 1965 Edward Bullard, Gerald Maurice Clemence
- 1966 Ira S. Bowen, Harold C. Urey
- 1967 Hannes Alfven, Allan Sandage
- 1968 Walter Munk, Fred Hoyle
- 1969 A. T. Price, Martin Schwarzschild
- 1970 Horace W. Babcock
- 1971 Frank Press, Richard van der Riet Woolley
- 1972 H. I. S. Thirlaway, Fritz Zwicky
- 1973 Francis Birch, Edwin Salpeter
- 1974 Ludwig Biermann, K. E. Bullen
- 1975 Jesse Greenstein, Ernst Öpik
- 1976 William H. McCrea, J. A. Ratcliffe
- 1977 David R. Bates, John G. Bolton
- 1978 Lyman Spitzer, James Van Allen
- 1979 Leon Knopoff, C. G. Wynne
- 1980 C. L. Pekeris, Maarten Schmidt
- 1981 J. F. Gilbert, Bernard Lovell
- 1982 Riccardo Giacconi, Harrie Massey
- 1983 M. J. Seaton, Fred Whipple
- 1984 S. K. Runcorn, Yakov Borisovich Zel'dovich
- 1985 Thomas Gold, Stephen Hawking
- 1986 G. E. Backus, Alexander Dalgarno
- 1987 Takesi Nagata, Martin Rees
- 1988 Don L. Anderson, C. de Jager
- 1989 R. Hide, Ken Pounds
- 1990 J. W. Dungey, B. E. J. Pagel
- 1991 Vitalij Lazarevich Ginzburg, G. J. Wasserburg
- 1992 Dan P. McKenzie, Eugene N. Parker
- 1993 Peter Goldreich, Donald Lynden-Bell
- 1994 James E. Gunn, T. R. Kaiser
- 1995 John T. Houghton, Rashid Sunyaev
- 1996 K. Creer, Vera Rubin
- 1997 D. Farley, Donald Osterbrock
- 1998 R. L. Parker, James Peebles
- 1999 K. Budden, Bohdan Paczynski
- 2000 L. Lucy, R. Hutchinson
- 2001 Hermann Bondi, H. Rishbeth
- 2002 Leon Mestel, J. A. Jacobs
- 2003 John Bahcall, D. Gubbins
- 2004 Jeremiah P. Ostriker, Grenville Turner
- 2005 Margaret Burbidge, Geoffrey Burbidge, Carole Jordan
- 2006 Simon White, S. W. H. Cowley
- 2007 J. L. Culhane, Nigel O. Weiss
- 2008 Joseph Silk, B. Kennett
- 2009 David A. Williams, Eric Priest[1]

## Giải thưởng phụ

### Huy chương bạc
Đã có 2 trường hợp trao Huy chương bạc, nhưng sau đó đã ngừng trao:
- 1824 Charles Rümker, Jean-Louis Pons
- 1827 William Samuel Stratford, Mark Beaufoy

### 12 Huy chương tỏ lòng kính trọng 1848
- George Biddell Airy
- John Couch Adams
- Friedrich Wilhelm Argelander
- George Bishop
- George Everest
- John Herschel
- Peter Andreas Hansen
- Karl Ludwig Hencke
- John Russell Hind
- Urbain Le Verrier
- John William Lubbock
- Maxmilian Weisse